# Emanuele Filiberto di Savoia (viceré di Sicilia)

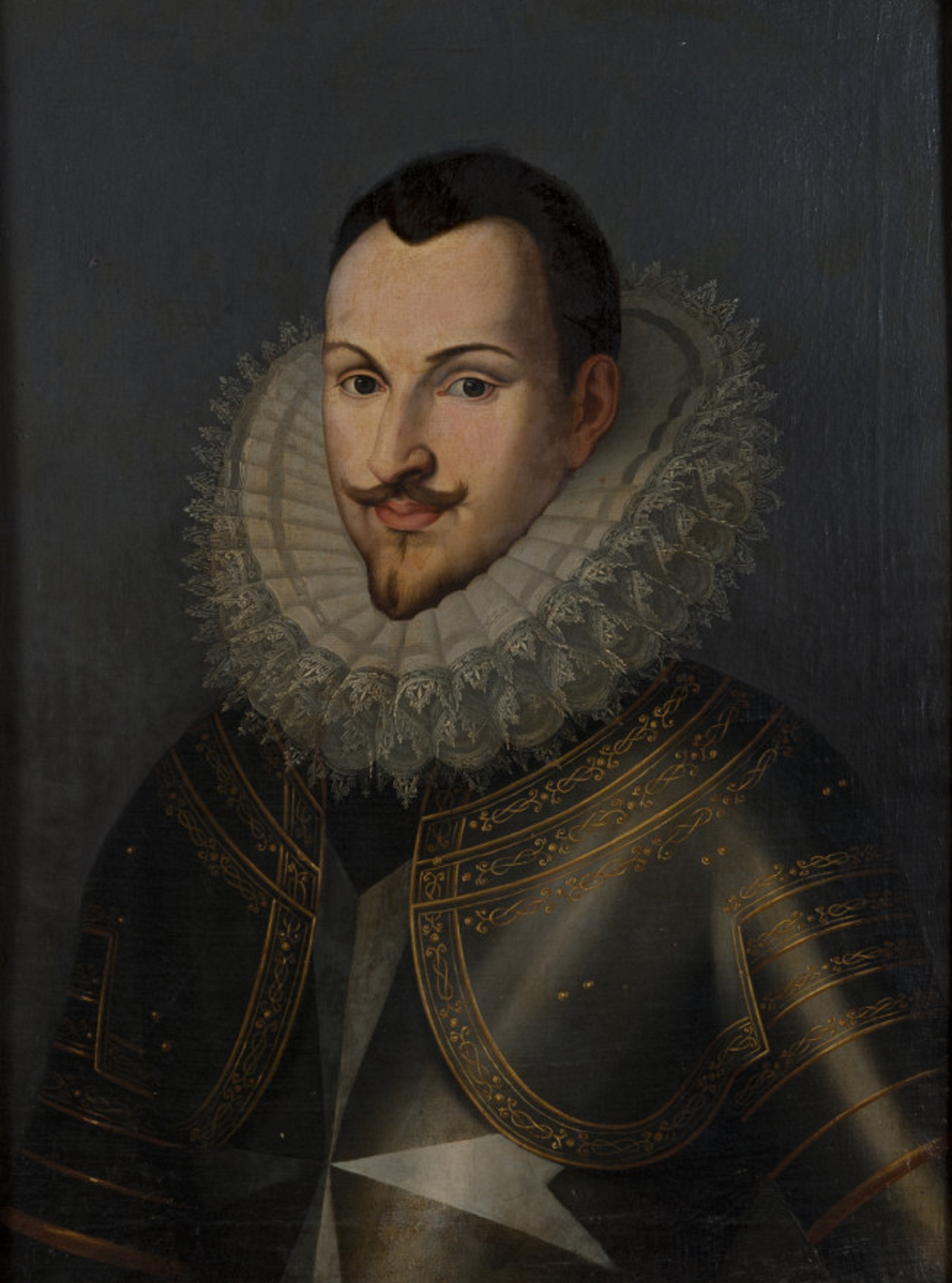
Emanuele Filiberto ritratto da un anonimo

Emanuele Filiberto di Savoia (Torino, 16 aprile 1588 – Palermo, 4 agosto 1624) era il terzo figlio del duca Carlo Emanuele I di Savoia e dell'infanta Caterina Michela d'Asburgo.

## Biografia
Avviato alla carriera ecclesiastica, a 12 anni entrò nell'Ordine dei Cavalieri di Malta, in cui divenne priore di Castiglia e León; ma le sue inclinazioni lo portarono a occuparsi sempre prevalentemente di arte militare e di marina. Nel 1603 venne inviato con i fratelli maggiori, Filippo Emanuele e Vittorio Amedeo, a Madrid, per completare la sua educazione, da dove tornò nel 1606, quando Vittorio Amedeo, morto nel frattempo Filippo Emanuele, assunse il titolo di principe ereditario. Nel 1610 tornò a Madrid, entrando al servizio di Filippo III di Spagna, che lo nominò grande ammiraglio di Spagna.
Il padre con lettere patenti datate 17 dicembre 1620  gli concesse in appannaggio il principato di Oneglia (comprendente le valli di Oneglia, del Maro e di Prelà).
Sotto il suo successore, Filippo IV, Emanuele Filiberto venne nominato nel 1622 viceré di Sicilia, carica che mantenne fino alla morte.
Fu anche cavaliere dell'Ordine del Toson d'oro, abate commendatario dell'Abbazia di San Michele della Chiusa.
Morì a Palermo durante un'epidemia di peste il 4 agosto 1624, all'età di 36 anni e venne sepolto nella Cripta della chiesa inferiore della cappella palatina del Palazzo dei Normanni.

## Iconografia
Di lui rimane un ritratto dipinto da Antoon van Dyck a Palermo nel 1624, dove il pittore era stato chiamato dallo stesso viceré nell'aprile di quell'anno: il quadro, conservato a Londra, è stato esposto in occasione della riapertura della Reggia di Venaria.

## Ascendenza
|                                |                   |                        | Genitori                        |  |  | Nonni |  |  | Bisnonni            |  |  | Trisnonni            |  |
|                                |                   |                        |                                 |  |  |       |  |  | Carlo III di Savoia |  |  | Filippo II di Savoia |  |
|                                |                   |                        |                                 |  |  |       |  |  | Carlo III di Savoia |  |  | Filippo II di Savoia |  |
|                                |                   | Claudina di Brosse     |                                 |  |  |       |  |  | Carlo III di Savoia |  |  |                      |  |
| Emanuele Filiberto I di Savoia |                   |                        |                                 |  |  |       |  |  | Carlo III di Savoia |  |  |                      |  |
|                                |                   | Beatrice di Portogallo | Manuele I del Portogallo        |  |  |       |  |  |                     |  |  |                      |  |
|                                |                   | Beatrice di Portogallo | Manuele I del Portogallo        |  |  |       |  |  |                     |  |  |                      |  |
|                                |                   | Beatrice di Portogallo | Maria d'Aragona e Castiglia     |  |  |       |  |  |                     |  |  |                      |  |
| Carlo Emanuele I di Savoia     |                   | Beatrice di Portogallo |                                 |  |  |       |  |  |                     |  |  |                      |  |
|                                |                   | Francesco I di Francia | Carlo di Valois-Angoulême       |  |  |       |  |  |                     |  |  |                      |  |
|                                |                   | Francesco I di Francia | Carlo di Valois-Angoulême       |  |  |       |  |  |                     |  |  |                      |  |
|                                |                   | Francesco I di Francia | Luisa di Savoia                 |  |  |       |  |  |                     |  |  |                      |  |
| Margherita di Francia          |                   | Francesco I di Francia |                                 |  |  |       |  |  |                     |  |  |                      |  |
|                                |                   | Claudia di Francia     | Luigi XII di Francia            |  |  |       |  |  |                     |  |  |                      |  |
|                                |                   | Claudia di Francia     | Luigi XII di Francia            |  |  |       |  |  |                     |  |  |                      |  |
|                                |                   | Claudia di Francia     | Anna di Bretagna                |  |  |       |  |  |                     |  |  |                      |  |
| Emanuele Filiberto di Savoia   |                   | Claudia di Francia     |                                 |  |  |       |  |  |                     |  |  |                      |  |
|                                | Carlo V d'Asburgo | Filippo d'Asburgo      |                                 |  |  |       |  |  |                     |  |  |                      |  |
|                                | Carlo V d'Asburgo | Filippo d'Asburgo      |                                 |  |  |       |  |  |                     |  |  |                      |  |
|                                | Carlo V d'Asburgo | Giovanna di Castiglia  |                                 |  |  |       |  |  |                     |  |  |                      |  |
| Filippo II di Spagna           | Carlo V d'Asburgo |                        |                                 |  |  |       |  |  |                     |  |  |                      |  |
|                                |                   | Isabella di Portogallo | Manuele I del Portogallo        |  |  |       |  |  |                     |  |  |                      |  |
|                                |                   | Isabella di Portogallo | Manuele I del Portogallo        |  |  |       |  |  |                     |  |  |                      |  |
|                                |                   | Isabella di Portogallo | Maria d'Aragona e Castiglia     |  |  |       |  |  |                     |  |  |                      |  |
| Caterina Michela d'Asburgo     |                   | Isabella di Portogallo |                                 |  |  |       |  |  |                     |  |  |                      |  |
|                                |                   | Enrico II di Francia   | Francesco I di Francia          |  |  |       |  |  |                     |  |  |                      |  |
|                                |                   | Enrico II di Francia   | Francesco I di Francia          |  |  |       |  |  |                     |  |  |                      |  |
|                                |                   | Enrico II di Francia   | Claudia di Francia              |  |  |       |  |  |                     |  |  |                      |  |
| Elisabetta di Valois           |                   | Enrico II di Francia   |                                 |  |  |       |  |  |                     |  |  |                      |  |
|                                |                   | Caterina de' Medici    | Lorenzo II de' Medici           |  |  |       |  |  |                     |  |  |                      |  |
|                                |                   | Caterina de' Medici    | Lorenzo II de' Medici           |  |  |       |  |  |                     |  |  |                      |  |
|                                |                   | Caterina de' Medici    | Madeleine de la Tour d'Auvergne |  |  |       |  |  |                     |  |  |                      |  |
|                                |                   | Caterina de' Medici    |                                 |  |  |       |  |  |                     |  |  |                      |  |